# Рэдволл
«Рэдволл» (англ. Redwall — букв. «Красная стена») — серия сказочных романов английского писателя Брайана Джейкса, переведённая на 14 языков, и одноимённый 39 серийный мультсериал, снятый по трём книгам («Воин Рэдволла», «Поход Матиаса» и «Мартин Воитель»). Серия названа в честь аббатства Рэдволл, фигурирующего в сюжете книг. Первая книга серии, «Воин Рэдволла», вышла в 1986 году, последняя, двадцать вторая книга The Rogue Crew — 3 мая 2011 года.
Действие книг и мультсериала происходит в средневековом мире, населённом антропоморфными животными — мышами, белками, кротами и т. п. По жанру «Рэдволл» относится к сказочной фантастике, близкой к фэнтези, хотя магия и сверхъестественные силы напрямую почти не участвуют в сюжете.
В России книги впервые были выпущены в составе серии «Заповедный мир» издательством «Азбука» и издавались в период с 1997 по 1998 год. В 2003 году серия была переиздана с обложками Антона Ломаева. В рамках этого издания было выпущено 19 книг, выпуск серии продолжался до 2008 года. В 2014 году издательство «Эксмо» начало выпуск серии с новым переводом и иллюстрациями.
В 2015 году издательство «Эксмо» без объяснения причин закрыло серию «Хроники Рэдволла». Изданы были только три книги серии: «Меч Рэдволла» (Воин Рэдволла), «Война с замком Котир» и «Сын воина (Поход Матиаса)». Другие книги серии не выйдут.
Мультсериал впервые был показан на ТНТ 25 мая 2002 года. В сентябре-октябре 2003 года мультсериал был впервые показан на телеканале «Культура», а повторялся с 9 марта по 30 апреля 2004 года. Также мультсериал показывали на 5 канале осенью 2005 года. Зимой и летом 2009 года показывали на телеканале «Бибигон» отдельно.

## История создания
История создания «Рэдволла» берет начало с книги, которую Брайан Джейкс написал для воспитанников из Королевской школы для слепых детей в Ливерпуле, где какое-то время работал водителем грузовика. Из-за особенностей его первой аудитории он старался как можно ярче и подробнее описывать сцены из книги, так чтобы слепые дети могли их вообразить. Первоначально Джейкс не планировал издавать свою книгу, однако она попала в руки его бывшего учителя и друга, Алана Дербанда, который, прочитав её, отнёс в издательство без ведома Джейкса. Вскоре благодаря этому Джейкс подписал контракт с издательством на первые пять книг. Книгу «Колокол Джозефа» он посвятил памяти Дербанда.
Памяти Алана Дербанда, джентльмена и учителя.
Сюжеты для своих книг Джейкс брал из собственной жизни. Так, например, описание пиров в аббатстве Рэдволл отсылает к детству писателя, которое пришлось на Вторую мировую войну, когда остро ощущалась нехватка еды, особенно экзотической. Именно поэтому из книги в книгу присутствуют подробные и яркие описания еды на праздничном столе. Идеи многих персонажей также восходят к реальным людям: бабушка писателя является прототипом Констанции («Воин Рэдволла»), внучка — Мэриел («Мэриел из Рэдволла»), а поклонница, которая состояла с писателем в переписке, — Арулы («Саламандастрон»).

## Сюжет
Сюжет всех книг строится вокруг аббатства Рэдволл — краснокаменного здания, в котором живут миролюбивые звери (мыши, белки, ежи, выдры, землеройки, кроты и т. д.). Рэдволл находится в Стране Цветущих Мхов, центральном регионе этого мира. Рэдволльцы не придерживаются какой-либо религии, однако главой у них является аббат/аббатиса — самый мудрый зверь, которого выбирают остальные. Кроме того, обитатели аббатства почитают основателя Рэдволла и древнего героя — Мартина Воителя. По легенде он освободил жителей Северных земель от рабства горностая Бадранга, а затем пришёл в Страну Цветущих Мхов и победил дикую кошку Цармину, которая держала в страхе всех обитателей страны. На месте старого замка кошки, Котира, жители во главе с Мартином и первой аббатисой Жерминой построили Рэдволл для того, чтобы мирные звери чувствовали себя спокойно.
Дальнейшая история аббатства раскрывается в 22 книгах. Практически каждая книга рассказывает о том, как жители аббатства отражают атаки хищников, которые, прослышав о богатстве и мощи Рэдволла, стараются его захватить или каким-то образом навредить. При этом серия насыщена интересными поворотами и разнообразием сюжетных линий. Особой отличительной чертой является тот факт, что во многих книгах встречаются загадки и тайны, которые пытаются понять герои. Часто в качестве помощника в трудные времена рэдволльцам является дух Мартина Воителя, чтобы указать им путь решения проблем.

## Основные персонажи
- Мартин Воитель Первый (Martin The Warrior)

Мышь-воин, основатель и покровитель аббатства. Родился в Северных Землях, в раннем детстве потерял родителей и был захвачен в рабство горностаем Бадрангом. Там познакомился с Розой, в которую впоследствии влюбился. Через какое-то время бежал из рабства и, собрав армию, напал на крепость Бадранга, чтобы освободить рабов («Мартин Воитель»). После победы отправился на юг, в Страну Цветущих Мхов, где помог её жителям победить дикую кошку Цармину и основать аббатство Рэдволл («Война с Котиром»). После этого отправляется в поход в Северные Земли, чтобы узнать судьбу своего отца («Легенда о Льюке»). После смерти становится незримым покровителем аббатства и является его жителям во снах во время опасных времен.
- Поздняя Роза (Laterose of Noonvale)

Мышь, подруга Мартина Воителя. Помогла ему бежать из крепости Маршанк, а после этого собрать армию для освобождения рабов. В битве была ранена Бадрангом и погибла («Мартин Воитель»).
- Матиас (Matthias the Warrior)

Мышь, Воин Рэдволла. В детстве любил истории про Мартина Воителя. Когда на аббатство напал крыса Клуни Хлыст со своей армией, Матиас отправился на поиски меча Мартина, легендарного оружия. Для этого ему пришлось сразиться со змеем Асмодеусом. После этого, он победил в поединке Клуни («Воин Рэдволла»). Спустя несколько сезонов после этого лис Слэгар Беспощадный захватил в плен его сына, Маттимео. Матиас и другие рэдволльцы отправились в погоню за лисом в Южноземье. После долгой дороги им удалось настигнуть врага, а также победить царство Малькарисс, которое использовало рабский труд в Южноземье («Поход Матиаса»).
- Василика (Cornflower Fieldmouse)

Мышь, подруга и в дальнейшем жена Матиаса. Помогала ему в войне с Клуни («Воин Рэдволла»). Во время того, как Матиас преследовал лиса Слэгара, помогала защитникам аббатства отражать атаки воронов во главе с Железноклювом («Поход Матиаса»).

## Книги серии
| Последняя битва                                                                                      | Lord Brocktree      | 2000 | 1   |
| Легенда о Льюке (книга II)                                                                           | The Legend of Luke  | 1999 | 1,5 |
| Мартин Воитель                                                                                       | Martin the Warrior  | 1993 | 2   |
| Война с Котиром                                                                                      | Mossflower          | 1988 | 3   |
| Легенда о Льюке                                                                                      | The Legend of Luke  | 1999 | 4   |
| Изгнанник                                                                                            | Outcast of Redwall  | 1995 | 5   |
| Мэриел из Рэдволла                                                                                   | Mariel of Redwall   | 1991 | 6   |
| Колокол Джозефа                                                                                      | The Bellmaker       | 1994 | 7   |
| Саламандастрон                                                                                       | Salamandastron      | 1992 | 8   |
| Воин Рэдволла                                                                                        | Redwall             | 1986 | 9   |
| Поход Матиаса 2                                                                                      | Mattimeo            | 1989 | 10  |
| Жемчуг Лутры                                                                                         | The Pearls of Lutra | 1996 | 11  |
| Дозорный отряд                                                                                       | The Long Patrol     | 1997 | 12  |
| Белые лисы                                                                                           | Marlfox             | 1998 | 13  |
| Талисман из Рэдволла                                                                                 | The Taggerung       | 2001 | 14  |
| Трисс Воительница                                                                                    | Triss               | 2002 | 15  |
| Меч Мартина                                                                                          | Loamhedge           | 2003 | 16  |
| Клятва воина                                                                                         | Rakkety Tam         | 2004 | 17  |
| Остров Королевы                                                                                      | High Rhulain        | 2005 | 18  |
| Непобедимая Моди                                                                                     | Eulalia!            | 2007 | 19  |
| Блуждающие огни                                                                                      | Doomwyte            | 2008 | 20  |
| Соболиная королева                                                                                   | The Sable Quean     | 2010 | 21  |
| Морские бродяги                                                                                      | The Rogue Crew      | 2011 | 22  |
| Примечания: 1. 2. книга «Поход Матиаса» переиздана в 2015 г. изд-вом Эксмо под названием «Сын воина» |                     |      |     |

## Игры
В настоящее время существуют три официально лицензированные видеоигры, основанные на серии Redwall. Все три игры были созданы Soma Games в рамках серии «The Lost Legends of Redwall». Всего запланировано 6 игр-эпизодов.